# Малагола, Амилькаре
Амилькаре Малагола (итал. Amilcare Malagola; 24 декабря 1840, Модена, Моденское герцогство — 22 июня 1895, Фермо, королевство Италия) — итальянский кардинал. Епископ Асколи-Пичено с 26 июня 1876 по 21 сентября 1877. Архиепископ Фермо с 21 сентября 1877 по 22 июня 1895. Кардинал-священник с 16 января 1893, с титулом церкви Санта-Бальбина с 19 января 1893.